# The Groovement -Japanese Hip Hop Mix by DJ JIN-
『The Groovement -Japanese Hip Hop Mix by DJ JIN-』（ザ グルーヴメント ジャパニーズヒップホップミックス　バイ　ディージェージン）は、DJ JIN（RHYMESTER / breakthrough）のファーストアルバム。発売元はRHYMESTERの作品と同じくファイルレコード。

## 概要
- DJ JINのソロとしてのファーストアルバムとなる。発売時には、RHYMESTERのメンバーである宇多丸とMummy-Dはソロとしての作品はリリースしておらず、DJ JINがRHYMESTERのメンバーの中で最初にソロとしてのリリースを当アルバム果たした。
- 「極上の日本語ラップ」を謳い文句にしており、RHYMESTERに関連深いラッパーやグループが多く参加している。また、RHYMESTERの作品も収録されている。

## 収録曲
1. 作詞込み仕込み
YOUTHF、アルバム『王韻 ～Da KINGS RHYME～”』に収録。
2. BIG MAC feat. MC脳発火 a.k.a BRAINHACKER, INNO, DAM (GDARW・B・CONNECTION), 朋晃, MS-P, BOOTY (LAND BREEZE BRAND)
RAMB CAMP、アルバム『BOLD AS RAMB』に収録。
3. Definition feat. KGE THE SHADOWMEN, JBM
THE BROBUS、アルバム『MURDER BULLETS』に収録。
4. SHINGO's Diner
SHINGO☆西成、アルバム『Sprout』に収録。
5. 苦労すフィンガー
SHINGO☆西成、アルバム『Sprout』に収録。
6. ひとり酒
UZI、アルバム『No.9』に収録。
7. Story Of A Sucka MC
ZEEBRA、アルバム『The New Beginning』に収録。
8. The True Story
OZROSAURUS、アルバム『Rhyme & Blues』に収録。
9. 未来は暗くない ～The Next feat. Anarchy, サイプレス上野, Coma-Chi, Simon, Seeda
BLAST（雑誌）
10. THE MASTERS feat. ZEEBRA & TWIGY (MASSIVE REPROGRAM DEVMIX)
D.L、アルバム『THE ALBUM (ADMONITIONS)』に収録。
11. ラッピン&スクラッチン
トリカブト、アルバム『SOUND CHECK』に収録。
12. MOONDANCE (FUNK入道月面MIX)
DARTHREIDER、アルバム『響 -Rhymescientist E.P.-』等に収録。
13. Black Magic Disco
raythought、アルバム『raythought』に収録。
14. Circus
Romancrew、アルバム『THE BEGINNING』に収録。
15. B-BOYイズム
RHYMESTER、アルバム『リスペクト』に収録。
16. Hip Hop Band feat. BOO
MURO、アルバム『Pan Rhythm: Flight NO.11154』に収録。
17. ASAMA131 FEATURING JOSEPH CACCHO E NA, XBS, BIGZAM, K-P, S-WORD WITH MONGOLI-AN HOOK
NITRO MICROPHONE UNDERGROUND、アルバム『NITRO MICROPHONE UNDERGROUND』に収録。
18. SPARK SENSEI
GO FORCEMEN、アルバム『SUPER HEAVY WEIGHT LP MMD』に収録。
19. だからどうした ～Let's go～
BY PHAR THE DOPEST、アルバム『だからどうした!』に収録。
20. ロードランナー
メローイエロー、アルバム『地球ウォーカー』に収録。
21. 黒フェッショナル MC
GAGLE、アルバム『3PEAT』に収録。
22. A's technic from B feat. CRAZY-A
DJ BEAT、アルバム『BEAT的遊戯』に収録。
23. 99-05
YA-KYIM、アルバム『Keep YA Style』に収録。
24. 超・ラップへの道 feat. Deji & TARO SOUL
KEN THE 390、アルバム『My Life』に収録。